# AJet
AJet es una aerolínea turca de bajo coste.

## Historia
Fue fundada el 23 de abril de 2008 por Turkish Airlines como marca independiente con un nuevo modelo de negocio para transportar un mayor número de personas. Puesto que goza de bajos costes de operación, la aerolínea ofrece precios más atractivos que Turkish Airlines, posibilitando el acceso al transporte aéreo a una mayor proporción de la sociedad turca. El número de pasajeros transportados por la aerolínea, con base en Ankara, ha aumentado en un 65%, y las ocupaciones de los aviones han alcanzado el 85%. Las operaciones comenzaron con cinco aeronaves, creciendo hasta alcanzar los siete aviones a finales de su primer año. Los vuelos son prácticamente a Anatolia con precios atractivos, y vuelos seguros, rápidos y . Anadolu Jet actualmente lleva pasajeros a más de veinte puntos de Anatolia, y ampliará su base de vuelos aéreos en la zona con una ampliación de su red de destinos.

Logo de AnadoluJet operado por Turkish Airlines (2021).

## Destinos
AnadoluJet tiene los siguientes destinos domésticos:
- Adana (Aeropuerto de Adana Şakirpaşa)
- Adıyaman (Aeropuerto de Adıyaman)
- Ağrı (Aeropuerto de Ağrı)
- Ankara (Aeropuerto Internacional Esenboğa) Centro de operaciones
- Antalya (Aeropuerto Internacional de Antalya)
- Batman (Aeropuerto de Batman)
- Bodrum (Aeropuerto de Bodrum) (comienza el 15 de mayo)
- Dalaman (Aeropuerto de Dalaman) (comienza el 15 de mayo)
- Diyarbakır (Aeropuerto de Diyarbakır)
- Elazığ (Aeropuerto de Elazığ)
- Erzincan (Aeropuerto de Erzincan)
- Erzurum (Aeropuerto de Erzurum)
- Gaziantep (Aeropuerto de Gaziantep Sazgin)
- Hatay (Aeropuerto de Hatay)
- İzmir (Aeropuerto Internacional Adnan Menderes)
- İstanbul (Aeropuerto Internacional Sabiha Gökçen)
- Kahramanmaraş (Aeropuerto de Kahramanmaraş)
- Kars (Aeropuerto de Kars)
- Lefkosa (Aeropuerto Ercan)
- Malatya (Aeropuerto Erhaç)
- Mardin (Aeropuerto de Mardin)
- Muş (Aeropuerto de Muş)
- Samsun (Aeropuerto Çarşamba)
- Şanlıurfa (Aeropuerto de Şanlıurfa)
- Tekirdağ (Aeropuerto Çorlu)[2]
- Trebisonda (Aeropuerto de Trebisonda)
- Van (Aeropuerto Ferit Melen)

## Flota

### Flota Actual

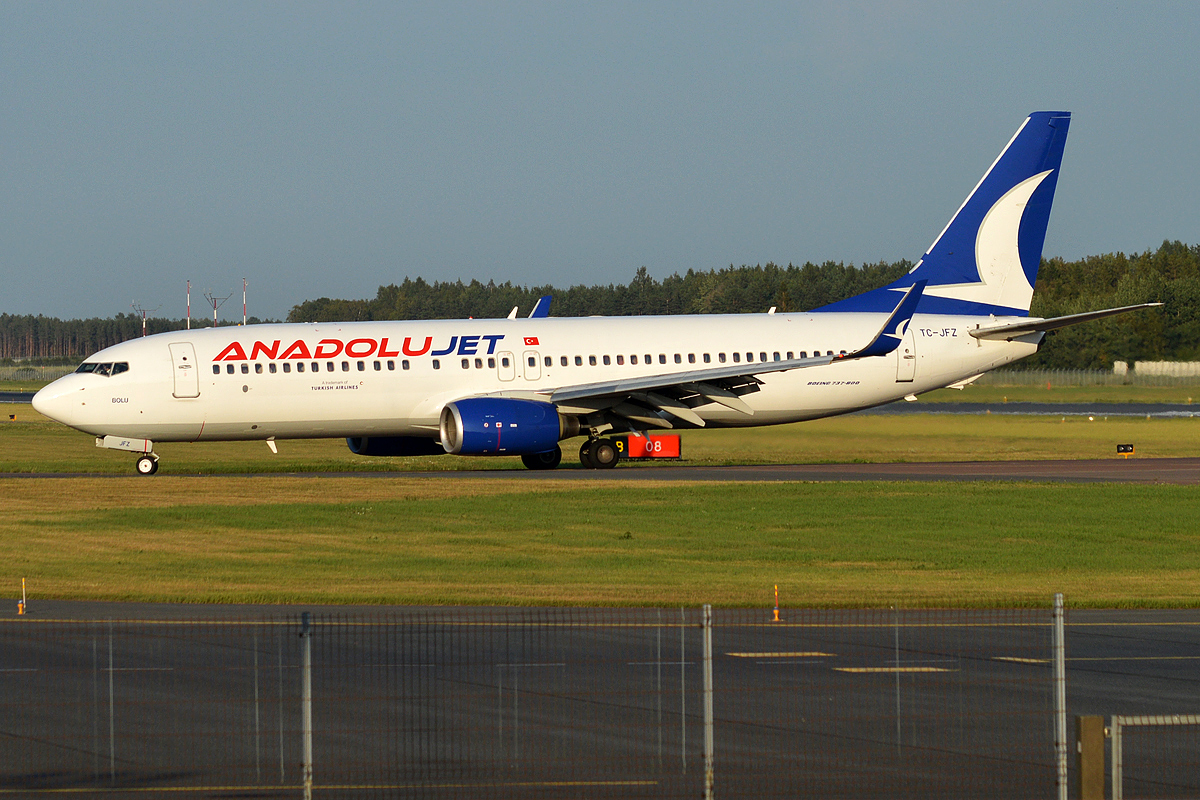
Boeing 737-800 de AnadoluJet.

A agosto de 2023, AnadoluJet utiliza los siguientes aviones, con una edad promedio de 12,3 años: